# 馬武 (蝦夷)
馬武（まむ）は、飛鳥時代に津軽地方にいた蝦夷の長。斉明天皇4年（658年）に津軽郡大領に任命され、飛鳥の都に上って大乙上の冠位を授けられた。

## 事績
史書の中で馬武の名は、『日本書紀』の斉明天皇4年（658年）7月条にのみ現れる。これより先の4月に、阿倍比羅夫は船団を率いて本州日本海岸を北上し、齶田と渟代の蝦夷を降して齶田の蝦夷恩荷の誓いを容れ、渟代と津軽の郡領を定めた。このあと7月に、蝦夷が多数来朝して位を授けられ、饗応された。そのとき津軽郡大領馬武が大乙上、少領青蒜が少乙下、勇健者2人が位一階（立身）を授かった。これにより、4月に任命された津軽の郡領は馬武と青蒜であろうと推測できる。齶田は現在の秋田、渟代は現在の能代を指す。
しかし、日本書紀は当時の評（こおり）を郡（こおり）と字を改めて書くことで一貫しており、津軽郡は正しくは津軽評、郡領は評造または評督であろう。
齶田の蝦夷恩荷は小乙上、渟代の大領沙尼具那は小乙下であるから、馬武はこの年に位を授かった蝦夷の中で最高位であった。そればかりか、小乙下を授かった都岐沙羅柵と渟足柵の柵造よりも高い。津軽の重要視の表れであろう。そうではなく、馬武がこれより前に斉明天皇元年（655年）7月に位を授かっていたのではないかと考え、2度めにはもっと位が上がったということではないかと推測する学者もいる。
阿部比羅夫の3回の遠征については、同じ事実が異なる年に重複して出ていると考える説が多い。馬武が出てくる斉明天皇4年7月の記事を、元年7月の記事の重複と考え、4年4月に津軽郡領に任命されたのは齶田の恩荷だと解釈する説がある。